# Otiophora (arna)
Otiophora és un gènere d'arnes de la família Crambidae. Va ser descrita per primera vegada per Alfred Jefferis Turner el 1908.

## Taxonomia
- Otiophora clavifera (Hampson, 1899)
- Otiophora leucotypa (Lower, 1903)
- Otiophora leucura (Lower, 1903)